# Brunnsvikens Kanotklubb

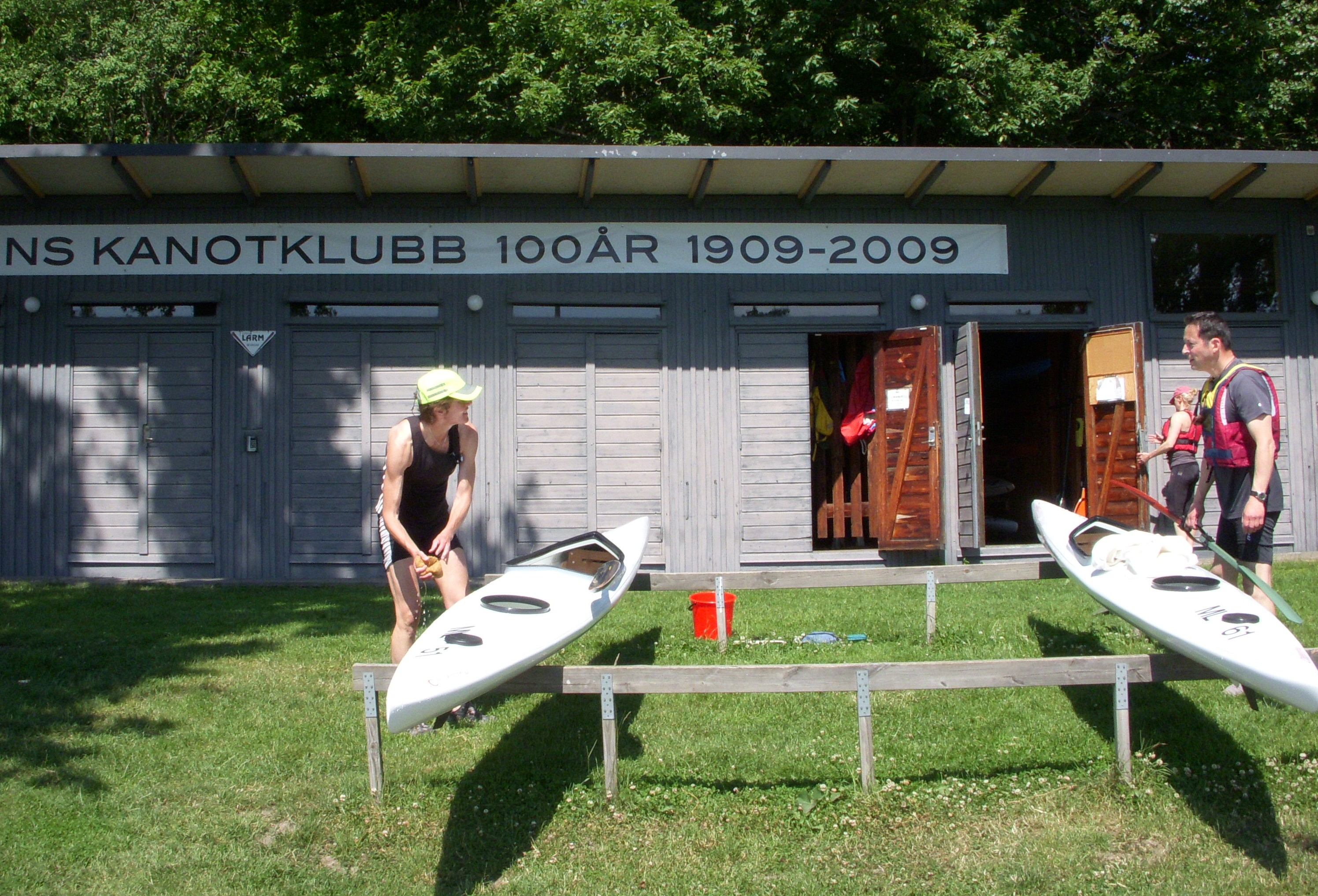
Brunnsvikens Kanotklubb i juni 2010.

Brunnsvikens Kanotklubb (kort BKK) är en kanotklubb belägen i Frescati hage intill Kräftriket vid Brunnsviken i Stockholm, grundad 1909.
BKK håller ungdomsverksamhet med inriktning mot träning och tävling, motionsverksamhet med gemensamma träningspass, långfärdspaddling och ledarledda turer.

## Historik

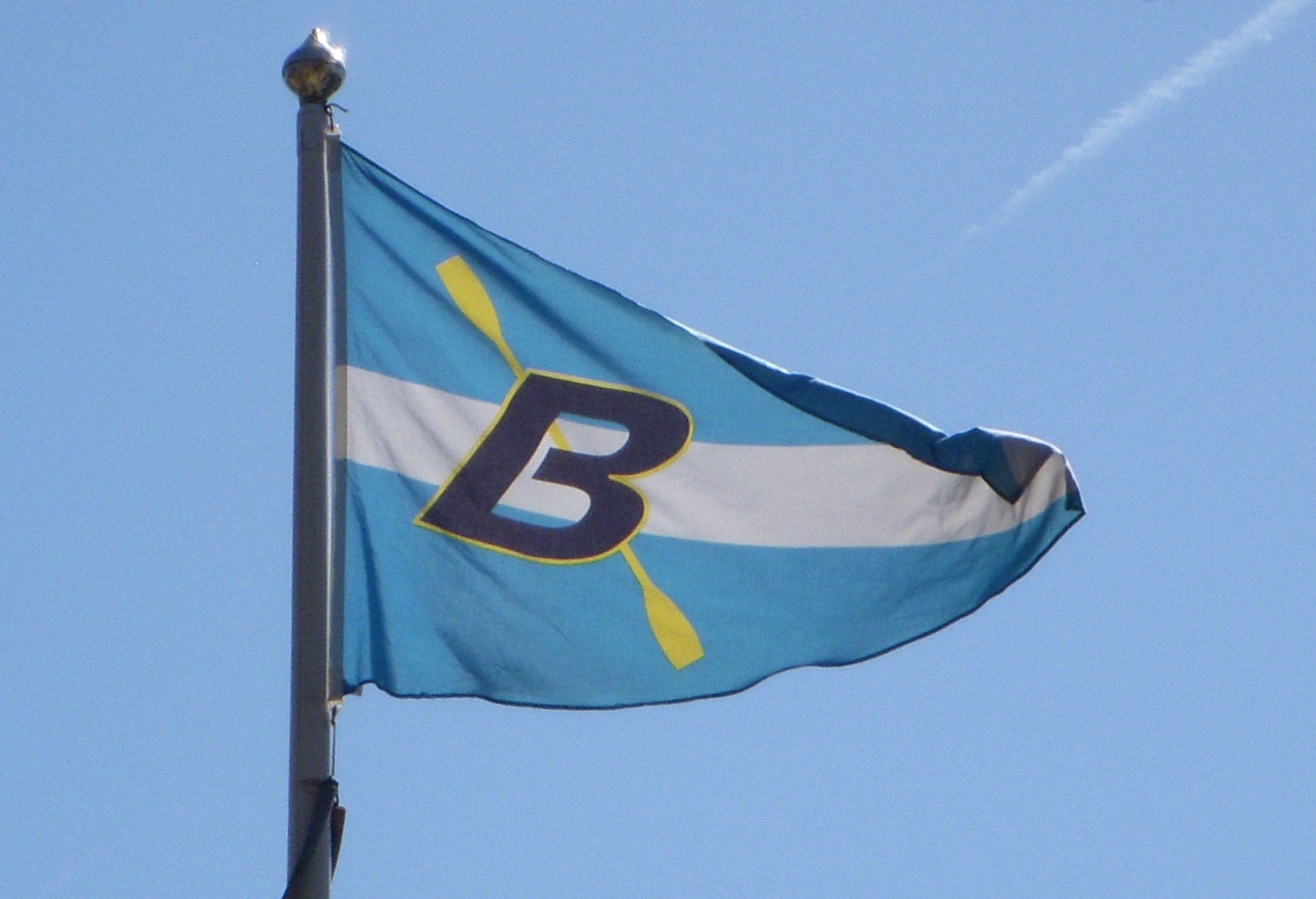
Klubbflaggan

Klubben grundades den 25 juni 1909 under namnet Gustav Vasa Ungdomsförening och hade sin plats vid Stallmästaregården. 1915 flyttade man verksamheten till nuvarande plats nedanför Frescati. Efterhand dominerades verksamheten av kanotsegling, och 1917 ändrades namnet till Brunnsvikens Kanotklubb. Fram till 1929 dominerade segelkanoten klubbens verksamhet, men allt fler paddlare kom till föreningen  och 1934 uteslöts föreningens seglare.
I maj 1930 hölls den första paddeltävlingen på Brunnsviken. 1933 hade klubben 33 båtar. 1938 fick BKK sin första världsmästare som hette Arne Bogren. 1948 vann två av klubbens medlemmar Hasse Berglund och Lennart Klingström guld på sommarolympiaden 1948 i London och 1952 silver  på sommarolympiaden 1952 i Helsingfors  genom Ingemar Hedberg och Lars Glassér. Ända fram till 1986 representerades klubben i internationella mästerskap som OS, VM och EM.
Nuvarande klubbhus och kanotmagasin uppfördes 1971 och under tiden 1974-1989 tillkom ytterligare magasin med plats för uthyrningskanoter. 1986 arrangerade klubben sin senaste internationella kanottävling på Brunnsviken med deltagare från ett 20-tal länder.